# À plein gaz
Pour plus de détails, voir Fiche technique et Distribution.
À plein gaz (titre original : Eat My Dust) est un film américain réalisé par Charles B. Griffith et sorti en 1976.

## Synopsis
Le jeune Hoover Niebold a une passion pour les voitures. Pour épater et séduire Darlene, une jolie lycéenne, il l'invite à partir en balade dans un bolide subtilisé au pilote professionnel « Big » Bubba Jones. Son shérif de père Harry Niebold ordonne à ses adjoints de le rattraper, sans succès. L'aspirant-pilote n'en continue pas moins de vrombir sur les routes et de perturber les habitants du coin. Devant le tollé général, le shérif est contraint de partir lui-même, escorté du pilote et de son équipe, à la poursuite de son chenapan de fils.

## Fiche technique
- Titre original : Eat My Dust[2]
- Titre français : À plein gaz
- Titres alternatifs francophones : Tant qu’on n’a pas essayé, À fond la caisse sheriff
- Réalisation : Charles B. Griffith
- Réalisation seconde équipe : Barbara Peeters
- Scénario : Charles B. Griffith
- Musique : David Grisman
- Photographie : Eric Saarinen
- Photographie seconde équipe : Peter Smokler
- Son : Lee Alexander
- Montage : Tina Hirsch
- Décors : Peter Jamison
- Costumes : Jane Rhum
- Pays de production :  États-Unis
- Langues de tournage : anglais, japonais
- Budget : 300 000 $ (estimation)
- Producteur : Roger Corman
- Société de production : New World Pictures
- Sociétés de distribution : Parafrance, New World Pictures, New Concorde Home Video, Walt Disney Home Entertainment
- Format : couleur par Metrocolor — 35 mm — 1.33:1 — monophonique (Ryder Sound Services)
- Genre : film d'action, comédie
- Durée : 90 minutes
- Dates de sortie :
  - États-Unis : 1er mai 1976
  - France :  6 juillet 1977

## Distribution
- Ron Howard : Hoover Niebold
- Christopher Norris : Darlene Kurtz
- Warren Kemmerling : le shérif Harry Niebold
- Dave Madden : « Big » Bubba Jones
- Rance Howard : Clark, l'adjoint du député
- Clint Howard : « Georgie » George Poole Jr.
- Brad Davis : Billy B. Westerby

## Autour du film
- En tête de distribution, le cinéaste Ron Howard et, dans des rôles secondaires, son père Rance Howard et son frère cadet Clint Howard.
- Un petit rôle pour Brad Davis dans son premier film de long métrage.